# كريستوبال دي أوليد
كريستوبال دي أوليد (1487 - 1524) هو كان كونكيستدور، متمرد ومغامر إسباني لعب دور في غزو الإمبراطورية الإسبانية للمكسيك وهندوراس.